# حاجي بابا خان (قشلاق الشرقي)
حاجي بابا خان (بالفارسية: حاجی باباخان) هي منطقة سكنية تقع في إيران في قسم قشلاق الشرقي الريفي. يقدر عدد سكانها بـ 42 نسمة .